# 深海魁蛤
深海魁蛤（学名：Bentharca anaclima），是魁蛤目圆魁蛤科Bentharca属的一种。主要分布于台湾，常栖息在深海。